# 波普·斯莫克
波普·斯莫克（英語：Pop Smoke，1999年7月20日—2020年2月19日），也譯為帕普·斯莫克，原名巴沙爾·巴拉卡·傑克遜，纽约市人，美国饒舌歌手和詞曲作家。斯莫克曾經與饒舌歌手King Von和Memo600合作他們選自於混音帶專輯《Memo 600 X King Von》裡的單曲〈Exposing Me〉，是這首單曲的精選演出者，同時King Von和斯莫克兩人也都是同一年遭槍殺而身亡。

## 生平
波普·斯莫克(PopSmoke)，原名為沙爾·巴拉卡·傑克遜(Bashar Barakah Jackson)（1999年7月20日至2020年2月19日），是美國的說唱歌手和詞曲作者。許多人認為布鲁克林(Brooklyn drill)的代言人。 Pop Smoke在布魯克林的Canarsie出生並長大，並於2018年底發行了他的首張單曲“ Mpr（Panic Part 3 Remix）”開始了他的音樂生涯。他經常與英國的鑽探藝術家和製作人合作，他們使用的工具比芝加哥的鑽探藝術家更多，且使用最少的工具。 Pop Smoke在2019年發行了突破性單曲《Welcome to the Party》和《Dior》而聲名鵲起。
在他成名之後，里科·比斯（Rico Beats) 於2019年4月向史蒂文·維克多(Steven Victor)介紹了Pop Smoke。Victor後來將Pop smoke與Victor Victor Worldwide和Republic Records簽訂了唱片合約，他於2019年7月發行了他的首張混音帶《Meet The Woo》。他的第二張混音帶《Meet The Woo2》於2020年2月7日發行，並在Billboard 200上首次亮相並排行第七名，成為美國說唱歌手十大熱門歌曲。混音帶發行不到兩週後，Pop Smoke在洛杉磯的房屋卻遭到外人入侵襲擊並被槍殺身亡 。 50 Cent的執行官製作了他的去世後推出首張錄音室專輯《 Shoot for the Stars》，《 Aim for the Moon》，該專輯於2020年7月3日發行，並在Billboard 200名熱門歌曲上首次亮相，此專輯中的所有19首曲目在Billboard 的 100 名熱門歌曲上，並以圖表形式出現。 這張專輯催生了國際十佳單曲，包括“ For the Night”和“ What You Know Bout Love”。

### 早年生活
巴沙爾·巴拉卡·傑克遜（Bashar Barakah Jackson） 出生於1999年7月20日的紐約布魯克林，母親奧黛麗·傑克遜（Audrey Jackson）來自巴拿馬，父親格雷格·傑克遜（Greg Jackson）來自牙買加，有一兄奧巴西·傑克遜(Obasi Jackson)。 傑克遜在布魯克林的Canarsie成長時期就讀於九所不同的學校，從小就開始混街頭，參與各種非法活動。八年級時，傑克遜因上學時持有槍械而隨即被學校開除，他解釋這是保護措施，認為街頭危險，但亦被指控擁有武器後軟禁兩年。傑克遜被釋放後開始以打籃球和得分後衛的身份參加籃球比賽，隨後他搬到費城報名 參與Rocktop Academy。後來在他高中時期被診斷出患有隱性心臟疾病，因而放棄了夢想，並轉向街頭生活。

### 逝世
2020年2月19日凌晨4点30分左右，案發不久前 Pop Smoke 曾不小心公開他的住所地址，當日更有派對的舉辦。 兩名蒙面歹徒趁派對結束後，破門而入並入屋襲擊 Pop Smoke，随后向Pop Smoke开了兩枪，之后逃竄；隔年5月，一名15歲少年Corey Walker卻承認當時看上Pop Smoke所戴的珠寶及一枚鑲鑽的勞力士手錶而痛下殺機，犯案後該枚手錶以2000美元售出，但該少年的供詞尚未被法院及LAPD證實，亦至今真實凶手也尚未發現。他被救护车送往西好莱坞的錫安山醫學中心，最终因抢救无效身亡，終年20歲，而Pop Smoke逝世的錫安山醫學中心恰巧也是聲名狼藉先生逝世的醫院。

## 音乐作品
- Shoot for the Stars, Aim for the Moon（2020年）
- Faith（英语：(Pop Smoke album)）（2021年）

## 影視作品

### 電影
| 年份 | 電影名稱       | 飾演角色 |
| 2021 | 《布吉闖籃關》 | 曼克     |
| 2021 | 《TBA》        | 自己     |